# Океанійські мови

адміралтейська гілка і япська мова
сент-маттаяська гілка
західноокеанічна гілка
темоту гілка
Центрально-східно-океанічна гілка:
південносоломонська підгілка
південноокеанійська підгілка
микронезійська підгілка
центрально-тихоокеанська підгілка

Океанійські мови — генетичне об'єднання в складі Австронезійських мов. Поширені в більшій частині Океанії. Всього включає близько 450 мов. Загальне число мовців менше 2 млн чол.
Генетично входять в східно-малайсько-полинезійску зону, разом з південнохальмахерсько-західноновогвінейськими мовами.